# HMS Dorsetshire (nehézcirkáló)

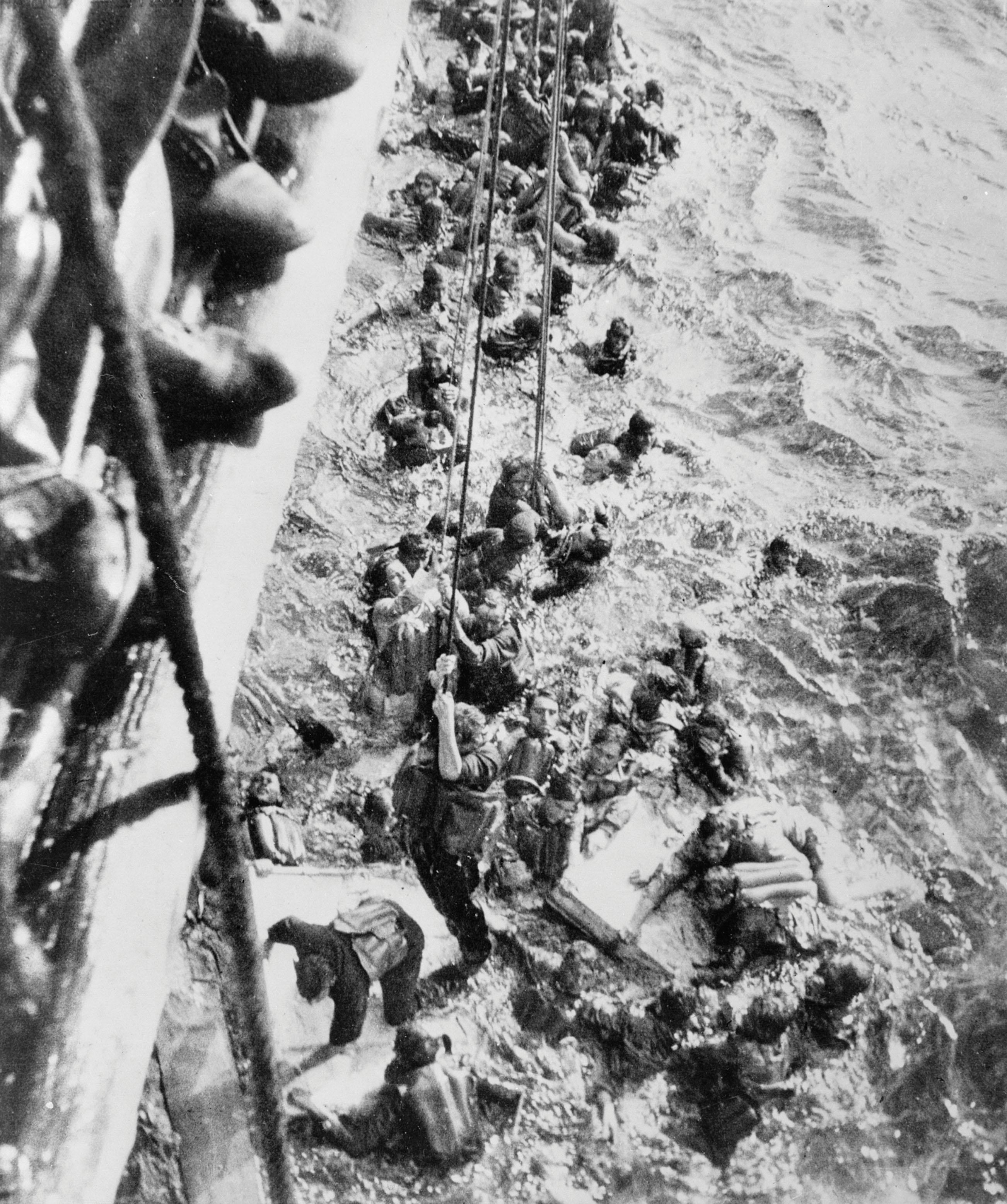
A Bismarck legénységének tagjait a HMS Dorsetshire fedélzetére húzzák 1941. május 27-én

A HMS Dorsetshire a Brit Királyi Haditengerészet egyik County (London)-osztályú nehézcirkálója volt. Nevét az angol Dorsetshire (ma már csak Dorset) megyéről kapta. A Portsmouthban épült hajó vízrebocsátására 1929. január 29-én került sor. 1931-ben, az Invergordoni lázadás idején, a hajó az Atlanti Flotta kötelékébe tartozott.
A második világháború idején a hajó parancsnoka a Viktória-kereszttel kitüntetett, Augustus Agar kapitány volt.
1939 decemberében, néhány hónappal a háború kirobbanása után, a Dorsetshiret és a Királyi Haditengerészet néhány erősebb hajóját Uruguay partjaihoz vezényelték a német Admiral Graf Spee zsebcsatahajó üldözésére. A Dorsetshire december 13-án hagyta el a Dél-afrikai Simonstownt, és még Dél-Amerika felé tartott, mikor a német hajót, saját legénysége elsüllyesztette december 17-én.
1941. májusának végén a Dorsetshire is egyike volt azoknak a hajóknak, melyek az Atlanti-óceánon megütköztek a német Bismarck csatahajóval. Május 27-én a Dorsetshire parancsba kapta, hogy torpedózza meg a Bismarckot, melyet a folyamatos támadások addigra már teljesen megbénítottak. A Bismarck legénysége viszont már nekilátott a csatahajójuk elsüllyesztésének, mely ezt követően el is süllyedt. A Dorsetshire a Bismarck legénységéből 110 főt mentett ki, majd elhagyta a helyszínt egy német tengeralattjáró vélt feltűnése miatt.
1941. november 29-én a Dorsetshire is részt vett a szövetségesek kereskedelmi hajóit sorra elsüllyesztő, Atlantis segédcirkáló elsüllyesztésében. 1941. december 1-jén a brit nehézcirkáló rátalált egy német ellátóhajóra, a Pythonra, amely épp tengeralattjárókat töltött fel üzemanyaggal. Mikor a német egységek észrevették a Dorsetshire jelenlétét, a tengeralattjárók lemerültek. Az egyik tengeralattjáró kilőtte egyik torpedóját a brit hajóra, de az célt tévesztett. A Pythont saját legénysége elsüllyesztette.
1942-ben a Dorsetshire-t a Keleti Flottához rendelték az Indiai-óceánra. 1942. április 5-én az Indiai-óceánon hajózó Dorsetshire-t és testvérhajóját a Cornwallt japán zuhanóbombázók támadták meg, 320 kilométerre Ceylon partjaitól. A Dorsetshire-t tíz bombatalálat érte, aminek következtében a hajó gyorsan elsüllyedt, körülbelül 13 óra 50 perckor. A Cornwall-t nyolc bomba találta el és tíz perccel testvérhajója után szintén elsüllyedt. A Dorsetshire legénységéből 234-en meghaltak a támadásban, de több mint 500 fő a vízben vagy a mentőcsónakokban megmenekült. Másnap az Enterprise cirkáló valamint a Paladin és Panther nevű rombolók felvették a hánykolódó túlélőket, melyek közt ott volt Agar kapitány is.